# Topklasse (cricket)
De topklasse (voorheen hoofdklasse) is de hoogste competitie in het Nederlandse - cricket. In de topklasse spelen 8 teams. Tot 2010 heette de hoogste cricketcompetitie de hoofdklasse en bestond toen uit 10 teams. Tot 2007 werd de winnaar van de reguliere competitie ook kampioen. Vanaf 2007 wordt de uiteindelijke kampioen bepaald door middel van play-offs. Sinds 2010 zijn er ook wedstrijden tussen de reguliere competitie en de play-offs in, waarin de precieze uitgangspositie in de play-offs wordt bepaald. 

## Nederlandse landskampioenen cricket
Tot 1890 was er een play-off systeem die door provinciale voorwedstrijden werd voorafgegaan.  Daarna kreeg men wedstrijden volgens het gewone competitiesysteem. Achtereenvolgens werden kampioen 
Nederlandse landskampioenen cricket
2007 · 2008 · 2009 · 2010 · 2011 · 2012 · 2013